# Меспельбрунн
Меспельбрунн (нім. Mespelbrunn) — громада в Німеччині, розташована в землі Баварія. Підпорядковується адміністративному округу Нижня Франконія. Входить до складу району Ашаффенбург. Центр об'єднання громад Меспельбрунн.
Площа — 15,53 км2. Населення становить 2218 ос. (станом на 31 грудня 2020).

## Галерея

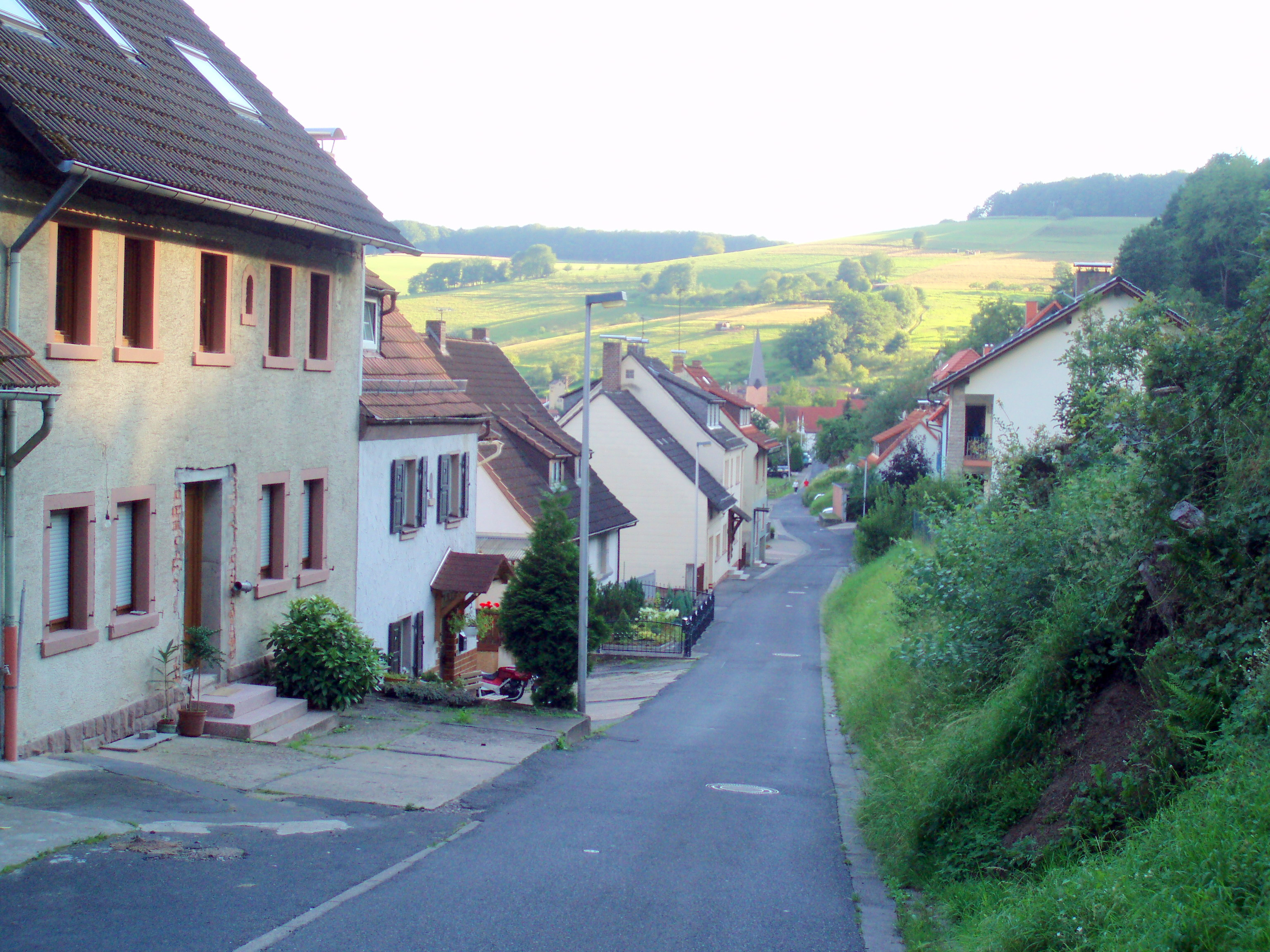
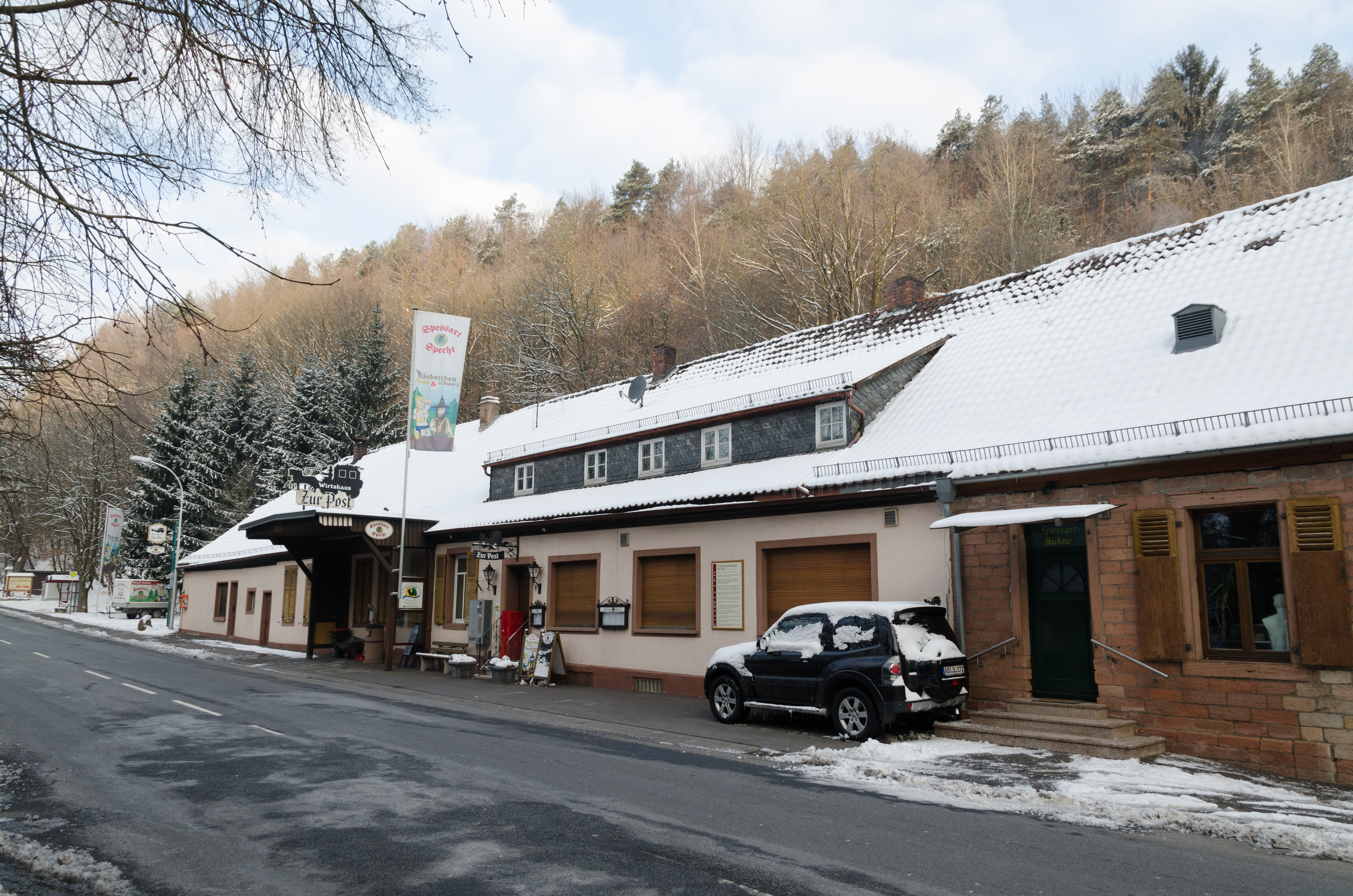
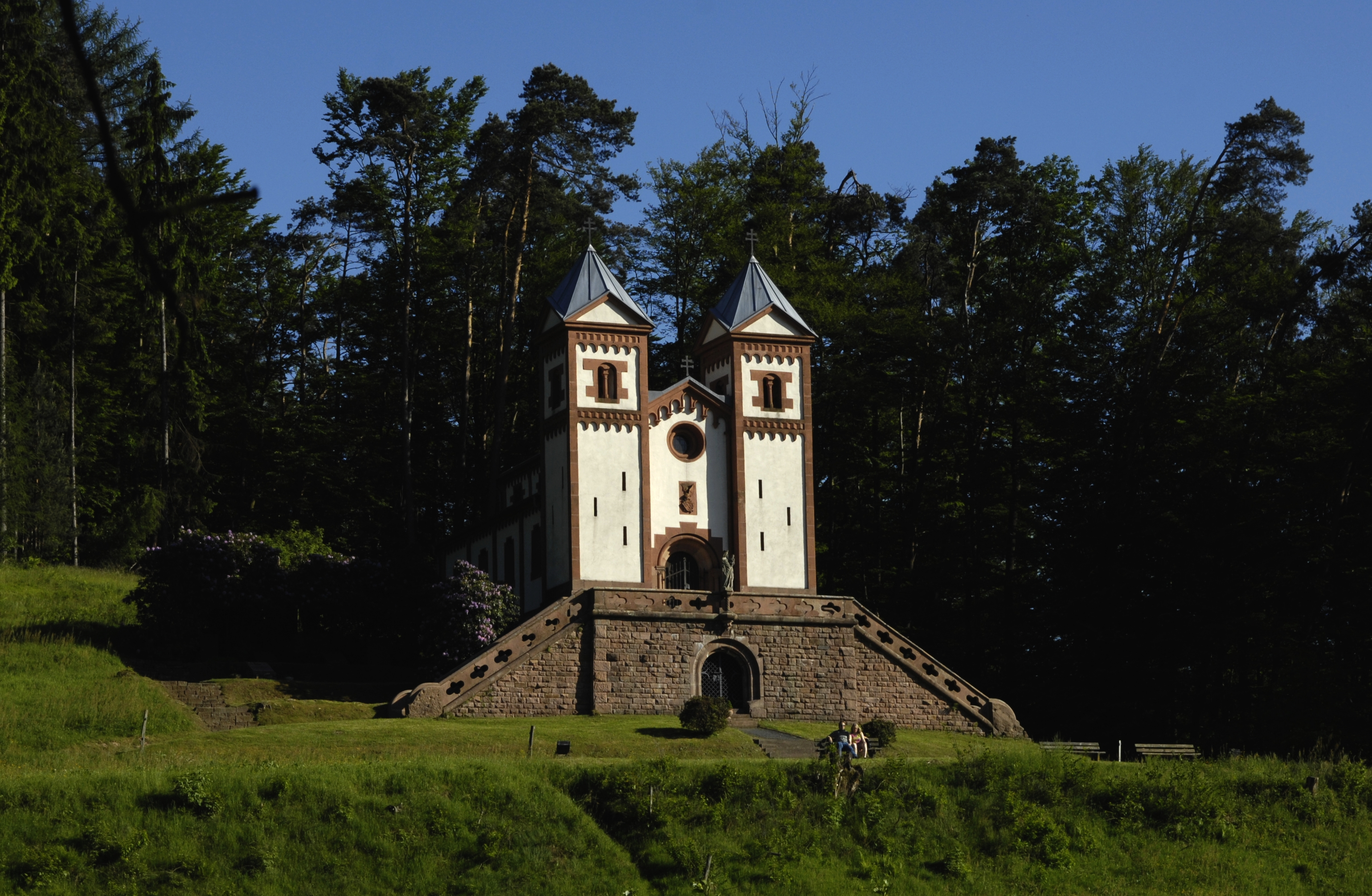